# Fontaine du Cygne
La fontaine du Cygne est une fontaine située à Montbozon, en France.

## Description
C'est un monument en grès rose en hémicycle à portique, soutenu par une rangée de colonnes et le mur du fond, axé sur le puisoir (édicule de puisage) à fronton unique abritant un cygne crachant de l'eau. La fontaine se compose d'un bassin de lavage en demi-cercle et d'un abreuvoir rectangulaire séparés par le puisoir.

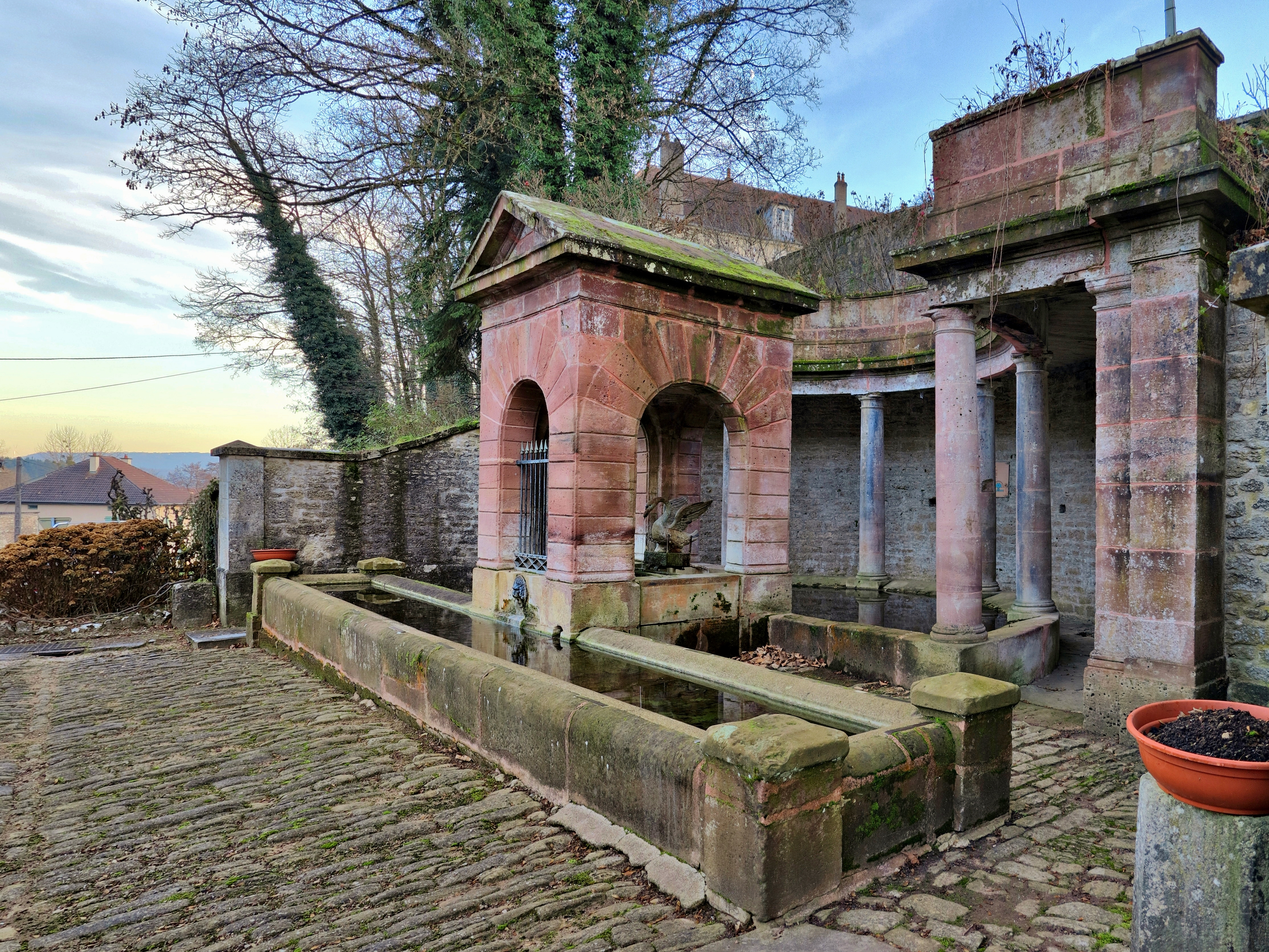
Vue générale de la fontaine du Cygne.

## Localisation
La fontaine est située sur la commune de Montbozon, dans le département français de la Haute-Saône.

## Historique
La fontaine du Cygne fut construite en 1828 par l'architecte Louis Moreau.
L'édifice est classé au titre des monuments historiques en 1977.